# Lothar Strauch (Bildhauer)
Gustav Max Lothar Strauch (* 21. Dezember 1907 in Stuttgart; † 27. Dezember 1991 in Erlangen) war ein deutscher Bildhauer und Grafiker. Er lebte und arbeitete in Berlin, Rom und Erlangen und gilt als einer der letzten und wichtigsten Vertreter der „Berliner Bildhauerschule“.

## Leben

### Kindheit und Jugend 1907–1928
Lothar Strauch wurde in Stuttgart als Sohn des Bankdirektors Max Strauch geboren. Dort besuchte er verschiedene höhere Schulen, bis er 1924 nach Berlin an die Staatliche Kunstschule wechselte, um eine Ausbildung zum Zeichenlehrer zu beginnen – und Bildhauer zu werden. Seine künstlerische Neigung hatte er in der weltoffenen Atmosphäre des wohl situierten württembergischen Elternhauses entfalten können, in dem Künstler wie Olaf Gulbransson (1873–1958) verkehrten. Der Vater – der neben seiner ökonomischen Laufbahn auch Fachbücher, eine Autobiografie („Auf dem Weg zum Bankdirektor“) und humorvoll-künstlerische Werke („Wurzel-Plastik“) verfasste – legte der Begabung des Sohnes keine Hindernisse in den Weg. Im Gegenteil: Der mit der Familie befreundete Stuttgarter Bildhauer Ulfert Janssen (1878–1956) erlaubte dem aufstrebenden Talent, in seinem Atelier zu modellieren. Mit dem Bildhauer Ernst Balz (1904–1944), dem späteren Schwiegersohn Wilhelm Gerstels, verband Lothar Strauch eine frühe Freundschaft. Die umfassendste Förderung erfuhr er von seinem Zeichenlehrer Max Bauer (geb. 1886), einem Schüler des bekannten Schweizer Expressionisten Cuno Amiet (1868–1961). Als Bauer eine Ausstellung im Stuttgarter Kunstgewerbemuseum organisierte, nahm er einige druckgraphische Werke Lothar Strauchs auf. Darüber hinaus bestärkte er ihn, die Schule vorzeitig zu verlassen und der Staatlichen Kunstschule in Berlin den Vorzug zu geben.

### Studien 1928–1932
Prägendes Erlebnis wurde für Lothar Strauch wie für viele Künstler seiner Generation das Berlin der Zwanzigerjahre. In Berlin erlebte er alle wesentlichen Stationen seines bildhauerischen Werdegangs; das künstlerische Talent des jungen Mannes erfuhr in der Kunstmetropole steigende Anerkennung und Förderung. Die Ausbildung zum Zeichenlehrer brach Lothar Strauch nach vier Semestern ab. Stattdessen studierte er ein Jahr bei dem Maler und Graphiker Willy Jäckel (1888–1944), danach bei dem Bildhauer Herbert Garbe (1888–1945), der ihn wie Jäckel privat unterrichtete. 1927 reiste Strauch mit anderen Studenten unter der Leitung des Tübinger Kunsthistorikers Georg Weise nach Spanien. Es war seine erste Auslandsreise, bevor er, auf Garbes Anregung, 1928 das Studium an den „Vereinigten Staatsschulen für freie und angewandte Kunst“ (vor 1923: „Hochschule der bildenden Künste“) aufnahm.
Herbert Garbe hatte Lothar Strauch dem bekannten Bildhauer Edwin Scharff (1887–1955) empfohlen, der in der Abteilung für angewandte Kunst unterrichtete. Aber der junge Künstler ging wegen der größeren Möglichkeiten zur freien Arbeit nach dem Modell zu Wilhelm Gerstel (1879–1963), dem Leiter der Abteilung für freie Kunst und stellvertretenden Direktor der „Vereinigten Staatsschulen“. Gerstel, Vaterfigur einer ganzen Reihe bedeutender Bildhauerinnen und Bildhauer und zum engen Freundeskreis Max Beckmanns zählend, wurde auch für Lothar Strauch zum wichtigsten Lehrer, bei dem er von 1928 bis 1932 studierte. Freundschaft schloss er u. a. mit den Kommilitonen Ernst Balz (1904–1944), Hans Steger (1907–1968) und Gustav Seitz (1906–1969) sowie mit Christiane Gerstel-Naubereit (1901–2001), der er bis in sein letztes Lebensjahrzehnt verbunden blieb.

### Reisen 1932–1939
„1932 beendete ich meine Studien, um die Arbeitsweise in anderen Ländern kennenzulernen“ (Lothar Strauch in seinem Lebenslauf). Die folgenden Jahre waren daher großen Reisen gewidmet:
1932 bis 1934 verbrachte Lothar Strauch in Italien, wo er in Rom und der Künstlerkolonie von Anticoli Corrado arbeitete. 1934 besuchte er Griechenland und kehrte über die Schweiz nach Berlin zurück, wo er als freier Bildhauer seine Karriere fortsetzte. Unter den zahlreichen Ausstellungen, an denen er teilnahm, waren auch die beiden letzten Werkschauen der „Berliner Secession“ 1931 und 1935/36. Zum künstlerischen und privaten Refugium in politisch unsicheren Zeiten wurde ihm Zürich, wo sein Vater seit 1927 im Ruhestand lebte. Schon 1936 bekam Lothar Strauch die Kunstpolitik der nationalsozialistischen Machthaber in Deutschland zu spüren, als die von Ludwig Roselius veranstaltete Bremer Kunstschau in der Böttcher-Straße bereits nach drei Wochen verboten wurde, eine Maßnahme, die sich in erster Linie gegen den Sammler und seinen Einsatz für die moderne Kunst richtete. Die Ausstellung mit Werken junger deutscher Künstler enthielt sechs Plastiken und fünf Holzschnitte von Lothar Strauch. Kurz darauf erhielt Strauch das Rom-Stipendium der Preußischen Akademie der Künste. So lebte und arbeitete er von 1937 bis 1938 in der traditionsreichen Villa Massimo. Noch vor seiner Rückkehr aus Italien verlieh ihm die Preußische Akademie ein weiteres Stipendium, dieses Mal nach Olevano, das Strauch jedoch wegen eines Auftrags in Berlin nicht sogleich annehmen konnte. Deshalb reiste er 1938 über Zürich zunächst zurück nach Deutschland, wo die politischen Ereignisse alle weiteren Pläne hinfällig machten. Strauch war 1938 auf der Großen Deutschen Kunstausstellung in München mit der Bronze-Büste „Inge“ vertreten.
Der Bildhauer wurde im Dezember 1939 als Infanterist zur Wehrmacht eingezogen.

## Werk
Das Ende des Zweiten Weltkrieges erlebte Lothar Strauch als Verwundeter in einem Lazarett in Erlangen. Bei der Zerstörung Berlins hatte er unersetzbare Werke aus seinem Atelier in der Kantstraße verloren. Nach seiner Entlassung kehrte Strauch daher nicht in das ruinierte Berlin zurück, sondern blieb in der von Kriegszerstörungen nahezu unverschonten fränkischen Universitätsstadt. Seine Frau Irene, die er kurz nach Ausbruch des Krieges geheiratet hatte, kam aus Berlin zu ihm. 1946 und 1948 wurden in Erlangen die Kinder Sabine und Andreas geboren. Im Fränkischen traf Lothar Strauch auch die Künstlerfreunde aus den Vorkriegsjahren wieder: Wilhelm Gerstel, seit 1945 in der Bamberger Gegend ansässig, sowie den Maler Hermann Wilhelm (1897–1970), der von Berlin aus nach Nürnberg gekommen war. Bald folgten öffentliche Aufträge und wachsende Anerkennung als Graphiker und Bildhauer. Schon 1947 beteiligte sich Lothar Strauch an der Ausstellung der „Gewerkschaft der geistig und kulturell Schaffenden im ADGB“, ein Jahr darauf folgte die Ausstellung der „Freien Gruppe“, 1955 dann die Werkschau der Gerstel-Schüler in Karlsruhe. Neben seiner Karriere als freischaffendem Künstler wirkte er von 1957 bis 1977 als Zeichenlehrer. 1962 erhielt Lothar Strauch den ersten Kunstpreis der Stadt Erlangen – die erste von vielen Würdigungen der kommenden Jahrzehnte. Zum 75. Geburtstag veranstaltete das Stadtmuseum Erlangen eine große Einzelausstellung, ebenso 1987 zum 80. Geburtstag im Palais Stutterheim. Für sein Lebenswerk erhielt der Künstler 1988, drei Jahre vor seinem Tod, das Bundesverdienstkreuz.
Lothar Strauch „bewahrte eine einfache, direkte Formensprache und hielt seine Arbeit frei von allem Erhabenen. Die Achtung vor dem Menschen, vor der Würde der großen wie der kleinen Modelle, spiegelt sich in der Noblesse seiner Plastiken und korrespondierenden Graphiken.“ (Klaus Springen)
Strauch war einer der letzten Künstler der sogenannten „Berliner Bildhauerschule“, deren Tradition fast 150 Jahre zurückreicht: von Schadow über Rauch, Drake, Eberlein, Tuaillon, Gaul bis zu de Fiori, Scharff, Gerstel, Seitz, Cremer und Marcks. Charakteristikum der Berliner Bildhauerschule war ein Klassizismus, der nicht idealistisches Pathos, sondern Wirklichkeitstreue und in dieser nach einer kongenialen Übereinstimmung zwischen Plastik und Objekt suchte. Bezüge zur französischen Kunst eines Maillol und Despiau, aber auch zu der von Degas und Meunier drängen sich auf. Charakteristisch für Lothar Strauch war – bei exakter Beobachtung und Treue zum realistischen Detail – das Fehlen jeglichen Pathos. Strauchs Figuren vermeiden heroische oder exaltierte Attitüden, tragen keine überhöhenden Titel, sind keiner Stilisierung unterworfen. Grundlage seines Schaffens war die Erfassung der Wirklichkeit und ihre adäquate, nur innerhalb der Grenzen des Nicht-Deformierenden stilisierte Übertragung in die Plastik. Lothar Strauch war ein hervorragender Porträtist und Tierplastiker. Sein Realismus steht in überraschender Nähe zu modernen Strömungen in der Bildenden Kunst, die eine fotografische Genauigkeit der Wiedergabe suchen. Dabei bevorzugte er stets ein Material: Auch wenn Strauch in Gips oder Ton arbeitete, blieb sein Ziel letztlich der Bronze-Guss.
In seinem Schaffen konzentrierte sich Lothar Strauch vor allem auf das klassische Thema der Bildhauerei seit der griechischen Antike: auf den menschlichen Körper, aber ebenso auf die sensibel beobachteten Tierstudien (Vögel, Katzen, Panther, „Frierende Kühe“). Seit den Sechzigerjahren tragen seine Plastiken nicht selten eine skurrile Note und verzichten zunehmend auf den Stilwillen der Fünfzigerjahre. Seine späten Plastiken (zum Beispiel die Mädchen-Akte) demonstrieren eindrucksvoll das große Können Lothar Strauchs, das, in der Tradition des wirklichkeitsbezogenen Klassizismus verankert, postmoderne Strömungen aufnahm. Strauchs Werke, die zunächst vollkommen natürlich und einfach wirken, offenbaren daher bei näherem Hinsehen einen weitreichenden Dialog, den der Künstler Zeit seines Schaffens mit der Kunstgeschichte führte.